# 30e cérémonie des Independent Spirit Awards
La 30e cérémonie des Film Independent's Spirit Awards, organisée par Film Independent, a lieu le 21 février 2015 et récompense les meilleurs films indépendants sortis l'année précédente.
Les nominations ont été annoncées le 25 novembre 2014,.

## Palmarès

### Meilleur film
- Birdman
  - Boyhood
  - Love Is Strange
  - Selma
  - Whiplash

### Meilleur premier film
- Night Call (Nightcrawler)
  - A Girl Walks Home Alone at Night
  - Dear White People
  - Obvious Child
  - She's Lost Control

### Meilleur réalisateur
- Richard Linklater pour Boyhood
  - Damien Chazelle pour Whiplash
  - Ava DuVernay pour Selma
  - Alejandro González Iñárritu pour Birdman
  - David Zellner pour Kumiko, the Treasure Hunter

### Meilleur acteur
- Michael Keaton pour le rôle de Riggan Thomson dans Birdman
  - André Benjamin pour le rôle de Jimi Hendrix dans All Is by My Side (Jimi: All Is by My Side)
  - Jake Gyllenhaal pour le rôle de Louis Bloom dans Night Call (Nightcrawler)
  - John Lithgow pour le rôle de Ben dans Love Is Strange
  - David Oyelowo pour le rôle de Martin Luther King dans Selma

### Meilleure actrice
- Julianne Moore pour le rôle d'Alice Howland dans Still Alice
  - Marion Cotillard pour le rôle d'Ewa Cybulska dans The Immigrant
  - Rinko Kikuchi pour le rôle de Kumiko dans Kumiko, the Treasure Hunter
  - Jenny Slate pour le rôle de Donna Stern dans Obvious Child
  - Tilda Swinton pour le rôle d'Eve dans Only Lovers Left Alive

### Meilleur acteur dans un second rôle
- J.K. Simmons pour le rôle de Terence Fletcher dans Whiplash
  - Riz Ahmed pour le rôle de Rick dans Night Call (Nightcrawler)
  - Ethan Hawke pour le rôle de Mason Evans Sr. dans Boyhood
  - Alfred Molina pour le rôle de George dans Love Is Strange
  - Edward Norton pour le rôle de Mike Shiner dans Birdman

### Meilleure actrice dans un second rôle
- Patricia Arquette pour le rôle d'Olivia Evans dans Boyhood
  - Jessica Chastain pour le rôle d'Anna Morales dans A Most Violent Year
  - Carmen Ejogo pour le rôle de Coretta Scott King dans Selma
  - Emma Stone pour le rôle de Sam Thomson dans Birdman
  - Andrea Suarez Paz pour le rôle de Mariana dans Stand Clear of the Closing Doors

### Meilleur scénario
- Night Call (Nightcrawler) – Dan Gilroy
  - Big Eyes – Scott Alexander et Larry Karaszewski
  - A Most Violent Year – J.C. Chandor
  - Only Lovers Left Alive – Jim Jarmusch
  - Love Is Strange – Ira Sachs et Mauricio Zacharias

### Meilleur premier scénario
- Dear White People – Justin Simien
  - Appropriate Behavior – Desiree Akhavan
  - Little Accidents – Sara Colangelo
  - The One I Love – Justin Lader
  - She's Lost Control – Anja Marquardt

### Meilleure photographie
- Birdman – Emmanuel Lubezki
  - The Immigrant – Darius Khondji
  - It Felt Like Love – Sean Porter
  - A Girl Walks Home Alone at Night – Lyle Vincent
  - Selma – Bradford Young

### Meilleur montage
- Whiplash – Tom Cross
  - Boyhood – Sandra Adair
  - Night Call (Nightcrawler) – John Gilroy
  - A Most Violent Year – Ron Patane
  - The Guest – Adam Wingard

### Meilleur film étranger
- Ida  Pologne
  - Force majeure (Turist)  Suède
  - Léviathan (Левиафан)  Russie
  - Mommy  Canada
  - Norte, the End of History (Norte, Hangganan ng Kasaysayan)  Philippines
  - Under the Skin  Royaume-Uni

### Meilleur documentaire
- Citizenfour
  - 20,000 Days on Earth
  - Stray Dog
  - Le Sel de la Terre (The Salt of the Earth)
  - Virunga

### John CassavetesAward
(décerné au meilleur film réalisé avec moins de 500 000 $)
- Land Ho!
  - Blue Ruin
  - It Felt Like Love
  - Man From Reno
  - Test

### Prix Robert-Altman
(décerné au réalisateur, au directeur du casting et à l'ensemble de la distribution)
- Vice caché (Inherent Vice)

### Producers Award
(décerné à un producteur émergeant qui, malgré des ressources très limitées, a fait montre de créativité, de ténacité et de vision à long terme nécessaire pour produire des films indépendants et de qualité)
- Chris Ohlson
  - Chad Burris
  - Elisabeth Holm

### Someone to Watch Award
(décerné à un cinéaste talentueux à la vision singulière, et qui n'a pas encore reçu la reconnaissance appropriée)
- Rania Attieh et Daniel Garcia – H.
  - Ana Lily Amirpour – A Girl Walks Home Alone at Night
  - Chris Eska – The Retrieval

### Truer Than Fiction Award
(décerné à un réalisateur émergeant dans le domaine du film documentaire n'ayant pas encore reçu la reconnaissance appropriée)
- Dan Krauss – The Kill Team
  - Amanda Rose Wilder – Approaching the Elephant
  - Darius Clark Monroe – Evolution of a Criminal
  - Sara Dosa – The Last Season

### Special Distinction Award
- Foxcatcher – Bennett Miller

## Statistiques

### Nominations multiples
6 : Birdman
5 : Boyhood, Night Call, Selma
4 : Love Is Strange, Whiplash
3 : A Girl Walks Home Alone at Night, A Most Violent Year
2 : Dear White People, The Immigrant, It Felt Like Love, Kumiko, the Treasure Hunter, Obvious Child, Only Lovers Left Alive

### Récompenses multiples
3 / 6 : Birdman
2 / 5 : Boyhood, Night Call
2 / 4 : Whiplash